# Marañónschreeuwuil
De marañónschreeuwuil (Megascops roboratus) is een vogel uit de familie Strigidae (uilen). De vogel werd in 1918 door de Amerikaanse zoölogen Outram Bangs en Gladwyn Kingsley Noble beschreven.

## Verspreiding en leefgebied
Deze soort komt voor in zuidwestelijk Ecuador en noordwestelijk Peru en telt twee ondersoorten:
- M. r. pacificus: zuidwestelijk Ecuador en noordwestelijk Peru (zuidelijk tot Lambayeque).
- M. r. roboratus: zuidelijk Ecuador en noordwestelijk Peru (tussen de westelijke en centrale Andes).

De leefgebieden liggen in droge, met loofbos en struiken begroeide gebieden in uitlopers van de Andes, in heuvelachtig terrein op 500 tot 1200 meter boven zeeniveau, soms hoger, in Ecuador tot 1800 meter en in Peru tot 2100 meter.

## Status
De grootte van de populatie is niet gekwantificeerd maar de soort wordt omschreven als tamelijk algemeen. Op de Rode lijst van de IUCN heeft deze soort de status niet bedreigd.